# Leopold de Mèdici
Leopold de Mèdici (en italià: Leopoldo de' Medici) (Florència, Gran Ducat de Toscana 1617 - íd. 1675) fou un cardenal de l'Església Catòlica pertanyent a la família Mèdici.

## Orígens familiars
Va néixer el 6 de novembre de 1617 a la ciutat de Florència sent el fill petit del Gran Duc Cosme II de Mèdici i Maria Magdalena d'Àustria. Fou net per línia paterna de Ferran I de Mèdici i Cristina de Lorena, i per línia materna de Carles II d'Estíria i Maria Anna de Baviera.
Fou germà de Ferran II de Mèdici; Margarida de Mèdici, casada amb Odoard I de Parma; Anna de Mèdici, casada amb Ferran Carles d'Àustria; i el cardenal Joan Carles de Mèdici.

## Vida
A la mort del seu pare, ocorreguda el febrer de 1621, va restar sota la tutela de la seva mare Maria Magdalena i la seva àvia Cristina de Lorena. Així mateix rebé educació de mans de Jacob Soldano, Flaviano Michelini, ambdós alumnes de Galileo Galilei, i Evangelista Torricelli. A l'ascens del seu germà com a Gran Duc l'ajudà en la direcció política de l'estat, particularment en la promoció de les manufactures, l'agricultura i el comerç.
Interessat per la ciència, va reconstituir el 1638 l'antiga Acadèmia Platònica, mentre el 1657 va fundar, al costat del seu germà Ferran, l'Accademia del Cimento, segons la seva precisa idea de la investigació científica basada en l'observació directa dels fets, en aplicació del mètode científic de Galileu.
Des de 1641 a més va ser membre de l'Accademia della Crusca, on va desenvolupar un important rol de regent de 1650 a 1663, a més es va ocupar escrupolosament de la preparació de les veus referents a les arts per a la III edició del Vocabolario della Crusca (1691). Va ser també un gran col·leccionista de llibres rars, quadres -destacant la seva col·lecció de pintors venecians que es pot observar als Uffizi, aconseguida gràcies als consells del seu agent Marco Boschini-, de dibuixos, miniatures i monedes. Interessat també a l'epigrafia, va demanar a Giovanni Pagni que portés inscripcions llatines de la regència de Tunis cap a Florència per a la seva col·lecció que varen acabar a la Galleria degli Uffizi.

## Vida religiosa
Interessat per la religió des de ben petit, va ser nomenat cardenal el 12 de desembre de 1667 en el consistori presidit pel papa Climent IX amb el títol de Sant Cosme i Damià. Des d'aquell moment va realitzar freqüents viatges a Roma, durant els quals perseguia també els seus interessos artístics.
Va morir de forma imprevista el 10 de novembre de 1675 a la ciutat de Florència.